# 朱建華
朱建華（しゅ けんか、Zhu Jianhua、1963年5月29日 - ）は、中華人民共和国の元陸上競技選手（走高跳）である。1980年代初めに世界に君臨した選手である。
彼は1981年の東京で開催されたアジア選手権において、大会記録を15cm更新するというとてつもない大記録を樹立。翌年のニューデリーで行われたアジア大会でも、大会記録を12cm更新した。
しかし、1983年の世界陸上競技選手権大会と、金メダルが期待された1984年ロサンゼルスオリンピックでは、ともに銅メダルに終わっている。国内での落胆は大きく、オリンピックで金メダルを逃したときには心ない人々から自宅に投石される被害にも遭った。

## 世界記録
- 2m37　　　1983年6月11日　北京
- 2m38　　　1983年9月22日　上海
- 2m39　　　1984年6月10日　エーベルシュタット